# Heudebouville

Heudebouville este o comună în departamentul Eure, Franța. În 1 ianuarie 2022 avea o populație de 809 de locuitori.